# Caloptilia pekinensis
Caloptilia pekinensis är en fjärilsart som beskrevs av Liu och Yuan 1990. Caloptilia pekinensis ingår i släktet Caloptilia och familjen styltmalar. Inga underarter finns listade i Catalogue of Life.